# Шери Холман
Шери Холман (енгл. Sheri Holman, Округ Хановер, Вирџинија, 1. јун 1966) је америчка романописац и сценариста.

## Биографија
Холман је рођена у округу Хановер у Вирџинији. Након што је 1988. године дипломирала позориште на Колеџу Вилијам и Мери, преселила се у Њујорк. Након преласка са глуме на различите позиције у издавачкој индустрији, укључујући неколико година и као привремени рад у Penguin Books-у, Холман је постала помоћник књижевне агенткиње Моли Фридрих.  У то време почела је да пише свој први роман, A Stolen Tongue (Украдени језик), мистерију смештену на рути верског ходочашћа из петнаестог века. Дебитантски роман је објавио Grove/Atlantic 1997. и потом преведен на тринаест језика. Уследио је бестселер  The Dress Lodger, проглашен за запажену књигу године New York Times-а 2000. и номинован за Међународну књижевну награду IMPAC Даблин.
Након што је 2002. објавила наслов за младе, Холман се вратила са The Mammoth Cheese 2003. године, који је био финалиста Женске награде за белетристику. Њен најновији роман је Witches on the Road Tonight (Вештице на путу вечерас), који је проглашен избором уредника New York Times-а   и на листи најбоље белетристике из 2011. на листама Boston Globe  и The Globe and Mail. Она ради на новом роману који укључује педијатријског здравственог радника у Елдорету, Кенија. 
Холман је била писац и ко-извршни продуцент за Showtime драмску мини серију George & Tammy 2022-23, и писац и извршни продуцент на Palm Royale-у који долази са Apple TV+.
Године 2020, Холман је била писац/продуцент за Filthy Rich, као и за Fox 21 Television Studios/National Geographic Channel серију Barkskins, засновану на роману Ени Пру.  Провела је три сезоне пишући на Longmire за Warner Horizon Television, која је премијерно приказана на Netflix-у у јесен 2015.  Радила је као писац у Emerald City (Смарагдном граду) на НБЦ-у.  The Crooked Road, њену телевизијску адаптацију Witches on the Road (Вештице на путу вечерас), развија Universal Television. Холман предаје на Голдберг одсеку за драмско писање на NYU Tisch-у 
Она је један од оснивача  приповедачког колектива The Moth и члан је његовог кустоског одбора. Њене приче су представљене на The Moth Podcast и Награде Пибоди - добитника Moth Radio Hour.
Холман живи са породицом у Бруклину у Њујорку. 

## Награде
- Женска награда за белетристику, ужи избор за најбољи роман (2005): The Mammoth Cheese [13]
- Награда Ширли Џексон, најбољи роман (2011): Witches on the Road Tonight (Вештице на путу вечерас)
- Награда независног издавача, златна медаља, књижевна фантастика (2011): Witches on the Road Tonight (Вештице на путу вечерас) [14]